# Хндзорут (Вайоцдзорская область)
Хндзорут (арм. Խնձորուտ) — село в Вайоцдзорской области в Армении.

## Описание
В селе имеется церковь XIX века.

## География
Находится в 30 км к югу от Вайка на берегу реки Джагричай, правого притока реки Нахчыванчай. Располагается в достаточно широкой плодородной долине, тянущейся вниз от села вниз по течению реки. В долине на протяжении нескольких километров располагаются сельские сады и угодья. С двух сторон от села располагаются бедные растительностью горы.
В 2 км к югу от села — руины Старого Хндзорута. К северо-западу — руины села Охбин.

## История
Село входило в провинцию (гавар) Вайоц Дзор области Сюник Великой Армении. Упоминается в записях XIII века Татевского монастыря. Позже было переименовано в тюркское Алмалу, входило в Шаруро-Даралагезский уезд Эриванской губернии. 12 ноября 1946 года село было переименовано в Хндзорут.

## Население
По данным «Кавказского календаря» 1912 года в селе Алмалу Шарур-Даралагезского уезда Эриванской губернии жило 313 человек, в основном азербайджанцев, указанных в календаре как «татары».
По данным на конец 1980-х годов население занималось скотоводством, земледелием и садоводством, а также табаководством и выращиванием шелкопряда. До 1940-х годов в селе выращивались ослы для соседних сёл.
Динамика населения показана в таблице.
| Год       | 1831 | Начало XX века | 1912 | 1970            | 2001 | 2009 |
| Население | 115  | 315 (58 домов) | 313  | 618 (165 домов) |      |      |